# رابطة هاريري الوطنية
رابطة هاريري الوطنية (بالأمهرية: የሓረሪ ብሔራዊ ሊግ)‏ كان حزبًا سياسيًا في إثيوبيا .وكان رئيسه أردين بدري ورئيس لمنطقة هراري أيضاً.

## التاريخ
في 15 مايو 2005، خلال الانتخابات التشريعية انتخب الحزب نورية عبد الرحيم سمود لتمثيله في مجلس نواب الشعب لمنطقة هراري. في انتخابات المجلس الإقليمي في أغسطس 2005، فازت رابطة هاريري الوطنية بـ 18 مقعدًا من 36 مقعدًا في جمعية منطقة هراري.
في ديسمبر 2019، اندمج الحزب مع حزب عفار الوطني الديمقراطي، وحركة أمهرة الوطنية الديمقراطية ، وجبهة بنيشانغول - غوموز للوحدة الديمقراطية الشعبية، وحزب الشعب الصومالي الإثيوبي الديمقراطي، وحركة غامبيلا الشعبية الديمقراطية والمنظمة الديمقراطية لشعوب أورومو وحركة شعب جنوب أثيوبيا الديمقراطية لتشكيل حزب الازدهار.